# Francisco Jara
Francisco Jara Garibay (* 3. Februar 1941 in Guadalajara, Bundesstaat Jalisco; † 2. Februar 2024) war ein mexikanischer Fußballspieler, der zwischen 1960 und 1971 bei Chivas Guadalajara unter Vertrag stand. Er war Teil jener legendären Mannschaft, die in den neun Jahren zwischen 1957 und 1965 siebenmal mexikanischer Meister wurde und den Beinamen „Campeonísimo“ erhielt.

## Laufbahn
Jara stand während seiner gesamten Profikarriere bei seinem Heimatverein Chivas Guadalajara unter Vertrag. Seinen ersten Einsatz für Chivas bestritt er in einem Punktspiel der Saison 1960/61 am 16. Oktober 1960 gegen den Stadtrivalen Club Deportivo Oro, das 2:1 gewonnen wurde. Bereits eine Woche später bei seinem zweiten Einsatz am 23. Oktober 1960 in einem Auswärtsspiel beim Club Necaxa, das 2:2 endete, erzielte er sein erstes Tor in der höchsten mexikanischen Spielklasse.
Sein Länderspieldebüt gab Jara am 28. März 1963 gegen Jamaika (8:0) und zwei Tage später kam er auch gegen Costa Rica (0:0) zum Einsatz. Danach sollte es aber mehr als drei Jahre dauern, bis er wieder einmal für Mexiko auflaufen durfte. Unmittelbar vor der WM 1966 bestritt Jara weitere vier Länderspiele. Er zählte auch zum Kader der mexikanischen Nationalmannschaft, der zur WM nach England reiste und nach der Vorrunde ausschied, kam dort aber nicht zum Einsatz.
Insgesamt bestritt Francisco Jara zwischen 1963 und 1968 neun Länderspiele und sechs davon in voller Länge. Obwohl er häufig als Linksaußen eingesetzt war, gelang ihm im Dress der Nationalmannschaft kein einziger Treffer.
Nach Beendigung seiner Profikarriere im Alter von 30 Jahren folgte er einer Familientradition und führte eine Bäckerei mit dem Namen „El Campeonísimo“.

## Erfolge
- Mexikanischer Meister (5): 1961, 1962, 1964, 1965, 1970
- Mexikanischer Supercup (4): 1961, 1964, 1965, 1970
- Mexikanischer Pokalsieger (2): 1963, 1970
- CONCACAF-Champions’-Cup-Sieger (1): 1962